# Giampiero Beroggi
Giampiero Emidio Giacomo Beroggi (* 28. Januar 1960) ist ein Schweizer Hochschullehrer.

## Leben
Er war Assistant Professor (Universitair Docent, UD, 1992–1995) und Associate Professor (Universitair Hoofddocent, UHD, 1995–2001) an der Technischen Universität Delft, Gastprofessor (2000) an der ETH-Zürich und Gastdozent (seit 2013) an der Universität zu Köln. Seit 2004 ist er Professor an der Hochschule für Wirtschaft Zürich und seit 2006 Privatdozent an der Universität Zürich. Von 2006 bis 2012 war er Chef des Statistischen Amtes des Kantons Zürich und Leiter des E-Voting Projekts des Kantons Zürich. In den Jahren 2007 und 2011 war er Wahlleiter des Kantons Zürich. für die Wahlen des Regierungsrats, Kantonsrats, Ständerats und Nationalrats.

## Publikationen (Auswahl)
- Internet Voting: An Empirical Evaluation (2014)
- Designing and Evaluating E-Management Decision Tools – The Integration of Decision and Negotiation Models in Internet-Multimedia Technologies (2005)
- Decision Modeling in Policy Management (1999)
- Operational Risk Management: The Integration of Decision, Communications, and Multimedia Technologies (1998 mit William A. Wallace)